# Dominio de dragones
Dominio de dragones es un libro de George R. R. Martin que pertenece a la saga Canción de hielo y fuego. Este minilibro apareció en 2005 como un avance promocional de Danza de dragones, la quinta entrega de la saga. Contiene tres capítulos que tienen como protagonista a Daenerys Targaryen, uno de los personajes de la serie que no aparece en Festín de cuervos.